# Ksenija Vojšal'
Ksenija Aljaksandraŭna Vojšal', coniugata Vabiščevič (in bielorusso Ксенія Аляксандраўна Войшаль-Вабішчэвіч?; Hrodna, 18 ottobre 1994), è una cestista bielorussa.

## Carriera
Con la Bielorussia ha disputato i Campionati mondiali del 2014.